# نقش ترنيمة الشمس
```
نقش القصيدة الحِميَريّة أو كما يعرف 

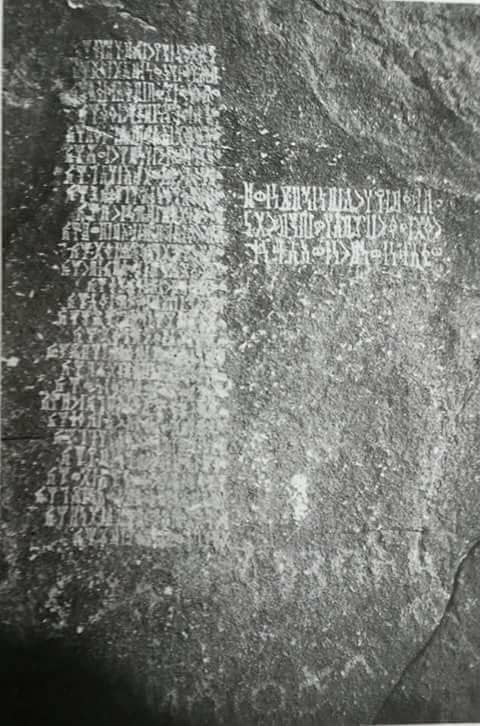
نقش ترنيمة الشمس (1988)

بترنيمة الشمس
 هو إحدى الشواهد القليلة الباقية من أدب اليمن القديم، اكتشفه ودرسه الدكتور 
يوسف محمد عبد الله
 في رحلة أثرية عام 1977 في وادي «
قانية
» بناحية السوادية، ورغم التشوّه الذي أصاب الجانب الأيمن من النقش، إلا أن الدكتور لاحظ على الفور القافية الموحدة (𐩢𐩫) التي ينتهي بها النقش بوضوح على الجانب الأيسر منه، فعكف على دراسته مدة عشرة سنوات، يتعهده بالرعاية من حين إلى آخر.
[
1
]
```

## محتوى النقش
| النقش بالحروف العربية | النقش بحروف المسند | نقل المعنى |
| نشترن خير كمهذ هــقحك بصيد خنون مـأت نــسَحك وقرنو شعب ذقسد قــسحك ولـب علهـن ذيـحر فــقحك وعيـلت أأدب صـلع فــذحك وعين مشقر هنبحر وصحك ومـن ضـرم وتـدأ هـسـلحك ومهسَع يخن أحجي كـشحك ونـوي تــفض ذكـن ربـحك وصرف ألـعز دأم ذوضــحك وجنــللـت هنـصنـق فـــتحك وذي تصخب هعسمك برحك ويــن مـزر كــن كـــشقحك ورســل لــثم ورم فــــسحك وسَــن صحح دأم هـصححك وكل يـــرسَ عـرب فــشحك وكل أخوت ذقـسد هـبصحك وللــيت شــظم دأم تـصبحك وكل عــدو عبــرن نــــوحك وكل هــنحظي أملك ربـــحك وأك ذتـعــــكد أرأ كـــفقحك ومن شعيب عرأن هــلجحك وجــب يـذكر كـلـن مـــيـحك حـمدن خير عسيك تــــوحك هنشمك هندأم وأك صـــلحك هردأكن شمس وأك تنضحك تبهـــل عـد أيسَي مــــشحك | 𐩬𐩦𐩩𐩧𐩬\|𐩭𐩺𐩧\|𐩫𐩣𐩠𐩹\|𐩠𐩤𐩢𐩫 𐩨𐩮𐩺𐩵\|𐩭𐩬𐩥𐩬\|𐩣𐩱𐩩\|𐩬𐩯𐩢𐩫 𐩥𐩤𐩧𐩬𐩥\|𐩦𐩲𐩨\|𐩹𐩤𐩪𐩵\|𐩤𐩪𐩢𐩫 𐩥𐩡𐩨\|𐩲𐩡𐩠𐩬\|𐩹𐩺𐩢𐩧\|𐩰𐩤𐩢𐩫 𐩥𐩲𐩺𐩡𐩩\|𐩱𐩱𐩵𐩨\|𐩮𐩡𐩲\|𐩰𐩹𐩢𐩫 𐩥𐩲𐩺𐩬\|𐩣𐩦𐩤𐩧\|𐩠𐩬𐩨𐩢𐩧\|𐩥𐩮𐩢𐩫 𐩥𐩣𐩬\|𐩳𐩧𐩣\|𐩥𐩩𐩵𐩱\|𐩠𐩪𐩡𐩢𐩫 𐩥𐩣𐩠𐩯𐩲\|𐩺𐩭𐩬\|𐩱𐩢𐩴𐩺\|𐩫𐩦𐩢𐩫 𐩥𐩬𐩥𐩺\|𐩩𐩰𐩳\|𐩹𐩫𐩬\|𐩧𐩨𐩢𐩫 𐩥𐩮𐩧𐩰\|𐩱𐩡𐩶𐩵\|𐩵𐩱𐩣\|𐩹𐩥𐩳𐩢𐩫 𐩥𐩴𐩬𐩡𐩡𐩩\|𐩠𐩬𐩮𐩬𐩤\|𐩰𐩩𐩢𐩫 𐩥𐩹𐩺\|𐩩𐩮𐩭𐩨\|𐩠𐩲𐩪𐩣𐩫\|𐩨𐩧𐩢𐩫 𐩥𐩺𐩬\|𐩣𐩸𐩧\|𐩫𐩬\|𐩫𐩦𐩤𐩢𐩫 𐩥𐩧𐩪𐩡\|𐩡𐩻𐩣\|𐩥𐩧𐩣\|𐩰𐩪𐩢𐩫 𐩥𐩯𐩬\|𐩮𐩢𐩢\|𐩵𐩱𐩣\|𐩠𐩮𐩢𐩢𐩫 𐩥𐩫𐩡\|𐩺𐩧𐩯\|𐩲𐩧𐩨\|𐩰𐩦𐩢𐩫 𐩥𐩫𐩡\|𐩱𐩭𐩥𐩩\|𐩹𐩤𐩪𐩵\|𐩠𐩨𐩮𐩢𐩫 𐩥𐩡𐩡𐩺𐩩\|𐩦𐩼𐩣\|𐩵𐩱𐩣\|𐩩𐩮𐩨𐩢𐩫 𐩥𐩫𐩡\|𐩲𐩵𐩥\|𐩲𐩨𐩧𐩬\|𐩬𐩥𐩢𐩫 𐩥𐩫𐩡\|𐩠𐩬𐩢𐩼𐩺\|𐩱𐩣𐩡𐩫\|𐩧𐩨𐩢𐩫 𐩥𐩱𐩫\|𐩹𐩩𐩲𐩫𐩵\|𐩱𐩧𐩱\|𐩫𐩰𐩤𐩢𐩫 𐩥𐩣𐩬\|𐩦𐩲𐩺𐩨\|𐩲𐩧𐩱𐩬\|𐩠𐩡𐩴𐩢𐩫 𐩥𐩴𐩨\|𐩺𐩹𐩫𐩧\|𐩫𐩡𐩬\|𐩣𐩺𐩢𐩫 𐩢𐩣𐩵𐩬\|𐩭𐩺𐩧\|𐩲𐩪𐩺𐩫\|𐩩𐩥𐩢𐩫 𐩠𐩬𐩦𐩣𐩫\|𐩠𐩬𐩵𐩱𐩣\|𐩥𐩱𐩫\|𐩮𐩡𐩢𐩫 𐩠𐩧𐩵𐩱𐩫𐩬\|𐩦𐩣𐩪\|𐩥𐩱𐩫\|𐩩𐩬𐩳𐩢𐩫 𐩩𐩨𐩠𐩡\|𐩲𐩵\|𐩱𐩺𐩯𐩺\|𐩣𐩦𐩢𐩫 | نستجير بك ياخير فكل ما يحدث هو مما صنعت بموسم صيد خِنوان مائة أضحية سَفَحْتِ ورأس قبيلة (ذي قَسَد) رفعت وصدر عَلْهان ذي يحير شرحت والفقراء في المآدب خبزاً أطعمت والعّين من أعلى الوادي أجريت وفي الحرب والشدة قوّيت ومن يحكم بالباطل محقت وغدير (تَفيض) لما نقص زيّدت ولبان (إلْعَز) دائماً ما بيّضت وسَحَر اللات إن اشتد ظلامه بلّجت ومن يجأر ذاكراً نعمك رزقت والكّرْم صار خمراً لمّا أن سطعت وللإبل المراعي الوافرة وسّعت والشرع القويم صحيحاً أبقيت وكل من يحفظ العهد أسعدت وكل أحلاف ذي قَسَد أبرمت والليالي الغَدْر بالإصباح جلّيت وكل من اعتدى علينا أهلكت وكل من يطلب الحظَّ مالاً كسَّبت ورضي من تعثر حظه بما قسمت وفي (الشّعيب) الخصبَ أزجيت وبئر (يذكر) حتى الجمام ملأت الحمدُ يا خير على نعمائك التي قدّرت وعدك الذي وعدت به أصلحت أعنتنا ياشمس إن أنت أمطرت نتضرع إليك فحتى بالناس ضَحّيت |

## قصة الاكتشاف
في الأول من أغسطس عام 1973 توجه الدكتور يوسف محمد عبد الله على رأس بعثة أثرية مشتركة من جامعة صنعاء والهيئة العامة للآثار إلى لواء البيضاء لمسح المواقع الأثرية في ناحية السوادية من طريق (صنعاء - ذمار - رداع)، وكان هدف الرحلة بالدرجة الأولى هو وادي قانية. ويطل على وادي قانية من ناحية الجنوب جبل عال يسمى محجان تؤدي مياه مساقطه إلى الوادي. وفي سفح هذا الجبل وعلى مقربة من «قرية الجذمة» شمالاً وقرية الأعبلي وهجر قانية غرباً تقع «ضاحة الجذمة» (والضاحة بلهجة اليمن منحدر حلوق صعب المرتقى) حيث يشاهد المرء صخرتين عاتيتين نقش عليها كتابات ومخربشات بخط المسند ورسوم حيوانية وآدمية كصورة الوعل وصورة شخص يحمل رمحاً.
على أن ما يلفت النظر حقاً من بين تلك الكتابات هو ذلك النقش الكبير المحفور بعناية على الصخرة الجنوبية. وهو نقش يتألف من 27 سطراً وفي خاتمة كل سطر حرفان مكرران هما الحاء والكاف، ومما يدعو للأسف أن الجانب الأيمن من النص قد تلف وأصيب بالتشوه، ويكاد أن يشمل التشويه نصف النقش، ويبدو أن التشويه كان بفعل فاعل وليس بسبب عوامل طبيعية. وتبين للباحثين صعوبة التأكد من بقايا الحروف المخدوشة وهي كثيرة كما أن الواضح منها لا ينبئ وحده بالمفيد. فعلى رغم أن النص منقوش بخط المسند كغيره من آلاف النقوش، إلا أن معظم مفرداته بل وتراكيبه غير معهودة لدى دارسي النقوش اليمنية.
وقد توجه مكتشف النقش (د.يوسف عبد الله) بعرض محتواه على كلاً من والتر موللر وبيستون ومطهر الإرياني ومحمود الغول وكريستيان روبان، على أن ذلك لم يسفر إلى خطوة أساسية واحدة في سبيل حل لغز تلك الكتابة العجيبة، قبل أن يكرس الدكتور يوسف عبد الله عشرة سنوات في دراسته حتى انفكت له مغاليق هذه القصيدة ونشر دراسته لها في مجلة ريدان عام 1988.

## شرح أبرز المفردات
القراءة التالية بحسب دراسة د. يوسف عبدالله، وثمة قراءة أخرى للفرنسي كرستيان روبان وأخرى لبيتر شتاين والمخلافي وغيرهم.
السطر الأول: نشترن: فعل مضارع من الفعل المجرد شري، بمعنى حفظ وحمى. هقح: فعل متعد بالهاء من الفعل المجرد قيح أو قوح بمعنى سوّى، أتم صنع.
السطر الثاني: خنون: اسم شهر معروف في النقوش بتخصيصه للصيد. نسح: سفحَ، أسالَ.
السطر الثالث: قرنو: الرأس والتاج. ذقسد: قبيلة ذي قسد. قسح: مصدر بمعنى شدة وقسوة.
السطر الرابع: ذيحر: قبيلة ذو يحير. فقح: وسّع ومدّ الريّ.
السطر الخامس: عيلت: جمع عيلة بمعنى الفقراء والمحتاجين. أأدب: جمع أدب، مأدبة. صلع: جمع صلعه ومعناها في لهجة اليمن: رغيف الخبز. فذح: على وزن فعّل تأتي في اللهجة بمعنى بدأ الأكل، طعِم، ذاق واستطعم.
السطر السادس: هنبحر: «هن» أداة تعريف، والبحر هو السهل والوادي. وصح: أوصل، بلغ.
السطر السابع: ضرم: حرب. ودأ: الحق الشر والأذى، والمصدر من الفعل المزيد اتداء.
السطر الثامن: مهسع: من الفعل وسع بمعنى قضى وحكم. والمهسع والهاس من أولاد الهميسع بن حمير. كشح: طعنه في كشحه.
السطر التاسع: نوي: أخدود، خندق. تفض اسم مكان أو اسم النوي أو الغدير. والغدير هو مستنقع ماء المطر صغيراً كان أو كبيراً، غير أنه لا يبقى إلى القيظ. ظن: ماء ظنون. ربح: الرِبح.
السطر العاشر: صرف: فضة خالصة، صريف، نوع من البخور.
السطر الحادي عشر: جهنللت: ظلام الليل. صنق: ضيقة، زقاق ضيق، انطباق.
السطر الثاني عشر: تصخّب: الصخب هو الصياح والجلبة وشدة الصوت واختلاطه. هعسم: أعاد فعل شيء، كرر. عسم: مقدار وافر.
السطر الثالث عشر: وين: كرم عنب. مزر: نبيذ. شقح: لمع وعكس النور، سطع.
السطر الرابع عشر: رسل: قطيع من الإبل. لثم ورم: اللام حرف جر والرم والثم البنت الذي يرعى. فسح: وسع، كبّر.
السطر الخامس عشر: سن: سنّة، عُرف. هصحح: حفظ في حالة صحيحة.
السطر السادس عشر: يرس: يثبت، يتبين. تعرب: جمع عربت، موثق، تعهد، والإعراب في البيع هو أن تقدم عربوناً. فشح: أبهج وأفرح. فشحت: من نعوت الشمس في النقوش اليمنية.
السطر السابع عشر: أخوت: أحلاف. هبصح: أوصل أحدث، وهي من الحبشية بصح فعل بمعنى وصل، حدث، بصح أحضر (فلاناً) أمام القاضي.
السطر الثامن عشر: للي: ليل، ليلة. شظم: ضغينة، حقد.
السطر التاسع عشر: عدو: اعتدى. عبرن: على، ضد. نوح: دمّر، أتلف.
السطر العشرون: هنحظي: صاحب قوس، رامٍ حظي: حظوة عند سيد. تحظين: حصل على فأل حسن.
السطر الحادي والعشرون: أك: طابت نفنسه، رضي. ذتعكد: العكدة هي العقدة. أرأ: جمع رأي من الفعل رأ بمعنى رأى. ومنه هرأيت بمعنى رؤيا بفأل أو كشف أو استخارة. فقح: قسم له.
السطر الثاني والعشرون: شعيب: تصغير شعب بمعنى ناحية أو اسم مكان. والشعيب اسم مكان معروف يتكرر في اليمن. عرأن: أو عرون أرض ذات شجر. والعراء ممدوداً هو ما اتسع من فضاء الأرض. والعرو الناحية. وأرض عروة وذروة وعصمة إذا كانت خصيبة خصباً يبقى، والعروة من النبات ما بقي له حضرة في الشتاء وتتعلق به الإبل حتى تدرك الربيع. هلجح: اللجح في اللغة شيء يكون في أسفل البئر والجبل كأنه نقب. وفي اللهجة يقال لجحب الريح السحاب أو شآبيب المطر المنهمرة بمعنى أزجتها ودفعتها. ولجح فلان انطلق لا يلوي على شيء كأنه بلا هدف.
السطر الثالث والعشرون: شعيب: جب: بئر. ميح: المّيح في اللغة أن تدخل البئر فتملأ الدلو لقلة مائها، وماح ويميح في اللهجة غطس، يغطس، والمِيَّاح هو رقصة البَرَع.
السطر الرابع والعشرون: عسي: فعل، عمل. توح: تهيأ، وأتاحه الله، هيأه
السطر الخامس والعشرون: هنشم: من الفعل شيم، ومن معانيه: وعد، تعهد بشيء.
السطر السادس والعشرون: هردأ: أعان. تنضح: نضح ماء أو شيئاً منه. منضحت: من نعوت الشمس التي تنضح بالماء فهي إلهة السقي والمطر.
السطر السابع والعشرون: تبهل: التبهل هو العناء بالطلب، والمتبهل المسبح الذاكر لله. عد: حرف جر: حتى. أيسي: جمع أيس، بمعنى إنسان. مشح: أمشحت السنة أي أجدبت وصعبت.

## نقوش قصائد أخرى
بعد اكتشاف نقش ترنيمة الشمس الأدبي، تتالت اكتشافات بضعة نقوش قصائد أثرية من اليمن، لا تقل تعقيداً سابقتها وهي بحسب رموزها ما يلي: ZI 11 ؛ Ja 2353؛ MS Šiğaʿ 2 ؛ X.BSB 187؛ MA 16.